# 黎巴嫩裔澳大利亞人
黎巴嫩裔澳大利亞人，是阿拉伯裔澳大利亞人之下的一個分支，泛指來自黎巴嫩的移民及其後裔。他們大多信奉馬龍尼禮天主教會，亦有少數為伊斯蘭教遜尼派或什葉派信徒。首個黎巴嫩人移民潮可以追溯至1870年代，馬龍尼禮天主教會的會眾為了躲避鄂圖曼帝國的迫害而大舉離開家園，英國、巴西、阿根廷、委內瑞拉、哥倫比亞、厄瓜多爾都是熱門的目的地，亦有為數不少的抵達美國、澳大利亞及加拿大。在白澳政策底下，黎巴嫩人被歸類為亞洲人，他們沒有公民權和投票權，在第一次及第二次世界大戰期間，他們甚至被視為敵對的外國人。1975至1990年的黎巴嫩內戰導致第二波的移民潮，澳大利亞接收了3萬名難民，他們當中有一半都是伊斯蘭教徒。

## 伸延閱讀
- . Migration Heritage Centre, NSW.   [2024-03-18]. （原始内容存档于2023-10-03）.
- Australian Lebanese Historical Society （页面存档备份，存于）
- Lebanese-Australian Embassy （页面存档备份，存于）
- United Australian Lebanese movement （页面存档备份，存于）
- World Lebanese Cultural Union (WLCU) Geographic-Regional Council (GRC) for Australia and New Zealand
- Anne Monsour and Paul Convy - Australian Lebanese Historical Society. . Dictionary of Sydney. 2008  [4 October 2015]. （原始内容存档于2024-03-03）. (History of Lebanese in Sydney)